# Euphorbia gaditana
Euphorbia gaditana är en törelväxtart som beskrevs av Ernest Saint-Charles Cosson. Euphorbia gaditana ingår i släktet törlar, och familjen törelväxter. Inga underarter finns listade i Catalogue of Life.